# Новая Теча
Но́вая Те́ча — деревня в Озёрском городском округе Челябинской области.

## География
Расположена на берегу озера Иртяш, возле истока реки Течи. Граничит с микрорайоном Заозёрный города Озёрска, на месте которого до основания города существовала деревня Старая Теча.

## Население
| 2002 | 2010 |
| ---- | ---- |
| 42   | ↗144 |

По данным Всероссийской переписи, в 2010 году численность населения деревни составляла 144 человек (69 мужчин и 75 женщин).

## Улицы
Уличная сеть деревни состоит из 2 улиц.